# Museum van de Nationale Bank van België

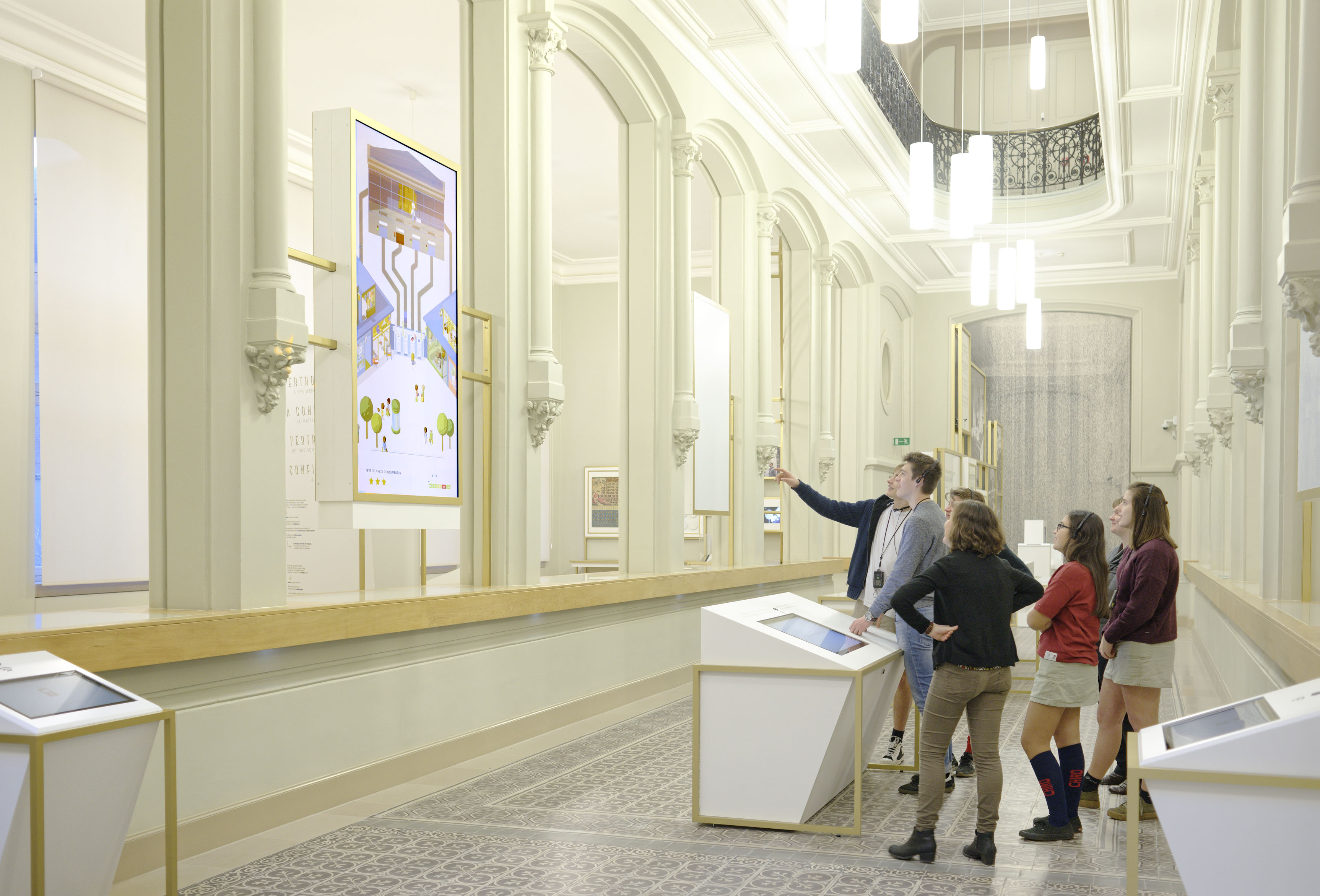
Museum van de Nationale Bank van België

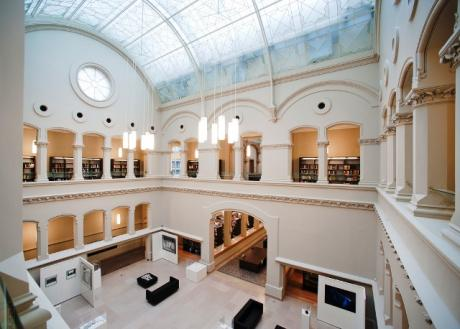
Interieur van het gebouw waar tegenwoordig het museum huist (toen nog bibliotheek)

Het Museum van de Nationale Bank van België in Brussel heeft als thema de instelling zelf en het geldwezen in het algemeen. Het heeft een numismatische collectie en vertelt het ontstaan van geld doorheen de eeuwen.
Sinds 2018 is het museum ondergebracht in het voormalige hoofdkantoor van de Union du Crédit aan de Warmoesberg.

## Geschiedenis
Het museum werd opgericht in 1982 en was toen gehuisvest in de gebouwen gelegen aan de Wildewoudstraat te Brussel. De gebouwen waren reeds eigendom van de Nationale bank bij de eerste uitbreiding in 1865. Wegens verbouwingen werd het museum van 2013 tot 2017 gehuisvest in de lokettenzaal van de bank in de aanpalende de Berlaimontlaan. Tijdens de herinrichting sloot het museum op 1 juli 2017 volledig de deuren. In januari 2018 opende het nieuwe museum in het voormalige bibliotheekgebouw aan de Warmoesberg.

Vergadering van de bestuursraad van de Nationale Bank (Herman Richir, 1918)

## Collectie
Het Museum van de Nationale Bank van België biedt een overzicht van de betaalmiddelen in België en in de rest van de wereld, vanaf de ruilhandel tot de euromunten en -biljetten van vandaag. De museumcollectie omvat voorwerpen die het financiële, economische en monetaire leven belichten: bankbiljetten, munten, prenten, schilderijen, bankmeubilair, meet- en weeginstrumenten, archieven en foto's.

## Gebouw
Het gebouw waar het museum sinds 2018 huist, werd van 1872 tot 1874 opgetrokken voor de Union du Crédit (in 1901 omgedoopt tot Union du Crédit de Bruxelles), een bank die in 1848 werd opgericht door de bankier Jonathan Bischoffsheim. De wijk, die zich dicht bij de drukke lanen van de stad bevond, was toen pas gerenoveerd en kwam op commercieel vlak tot een nieuwe bloei.
Na een lange periode als zelfstandige bank werd de Union du Crédit de Bruxelles in 1969 overgenomen door de United California Bank, die in het gebouw een filiaal vestigde. In 1979 kocht de Nationale Bank van België het pand, samen met verschillende gebouwen in de onmiddellijke omgeving, om haar hoofdzetel uit te breiden. De Koning Boudewijnstichting kreeg er tijdelijk beschikking over. In 1984 werden verschillende elementen van het gebouw als monument beschermd. Van 2004 tot 2009 vonden uitgebreide restauratiewerken plaats.
Van 2010 tot 2016 was de bibliotheek van de Nationale Bank er in ondergebracht.

### Een Brusselse creatie
Het gebouw werd ontworpen door de Brusselse architect Désiré De Keyser. De Keyser koos voor een typische bankarchitectuur van het einde van de 19e eeuw, die gezag en prestige uitstraalt. Het overvloedige licht en de imposante ruimtes moesten de invloed van de instelling weerspiegelen en het vertrouwen van de cliënten wekken. De stijl van het gebouw is eclectisch en combineert elementen die aan verschillende stijlen of tijdperken werden ontleend. Het algemene ontwerp was klassiek, maar er werd al gebruikgemaakt van moderne bouwtechnieken, zoals blijkt uit de metalen geraamten voor de koepels. Deze technieken zouden later uitmonden in de art-nouveaustijl, die aan het begin van de 20e eeuw een hoogtepunt zou bereiken. De neogotische invloed komt dan weer tot uiting in de decoratieve sculpturen, die plantenmotieven, grijnzende duiveltjes en gezichten van dames of jongeheren voorstellen. Die decoratieve stijl nam in het midden van de 19e eeuw een hoge vlucht in België. De sculpturen werden vervaardigd door de Franse ornamentist Georges Houtstont (1832-1912). Deze werkte mee aan tal van andere projecten in Brussel, zoals de Congreskolom, het Koninklijk Conservatorium Brussel en het Hotel van de Gouverneur van de Nationale Bank.

### Restauratie
Vóór de restauratie van het gebouw bleef er nog maar weinig over van het oorspronkelijke ontwerp. Diverse aanpassingen over de decennia heen veranderden het karakter van het gebouw. Bovendien had de houtzwam veel schade aangericht. De restauratie vond plaats onder toezicht van de Koninklijke Commissie voor Monumenten en Landschappen, die de grote hal en de lokettenzaal met hun glasramen, alsook de vestibule en het trappenhuis in bescherming nam wegens hun unieke karakter. De restaurateurs probeerden alles in de mate van het mogelijke naar oorspronkelijke staat te herstellen, indien ze daartoe voldoende nauwkeurige concrete aanwijzingen konden bemachtigen. Dit resulteerde in een gedetailleerde restauratie van de voornaamste componenten van het gebouw, gaande van de funderingen tot het dak, met aanpassingen aan de vloeren, de muren, het schrijnwerk, het smeedwerk, de sculpturen en de glasramen. Aangezien de meeste sculpturen verloren waren gegaan of sterk beschadigd waren, werden er replica's gemaakt op basis van foto's en oude schetsen en door middel van traditionele ambachtelijke technieken. De huidige kleur van de muren is een soort beige dat overeenkomt met de oorspronkelijke kleur die werd teruggevonden onder zeven opeenliggende verflagen.

### Kluizen
De kluizen in de kelders vormen een uniek en interessant erfgoed uit de bankwereld. Twee kluizen, die op meerdere vernuftige manieren beveiligd zijn, werden immers volledig naar het origineel gerestaureerd. Speciale brandkasten bestrijken drie zijden van elk van de kluizen.

### Kunst en tentoonstellingen
Sinds 1972 legt de Nationale Bank zich erop toe een collectie Belgische kunst te verzamelen. Ze stelt zich op als mecenas door zich vooral te richten op Belgische of in België wonende kunstenaars.
Ter gelegenheid van de officiële opening van het gebouw in zijn bibliotheekfunctie (2010) ontwierp de Vlaamse kunstenaar Pieter Vermeersch een wandtapijt. Het gaat om een kunstwerk in situ, dat op maat gemaakt is voor de ruimte waarin het tentoongesteld wordt. Tijdens de restauratiewerken nam Vermeersch een foto van de nis achteraan in de lokettenzaal, dus van de plek waar het wandtapijt nu hangt. Hij heeft die foto uitvergroot en volgens verschillende procedés bewerkt. De kunstenaar heeft er als het ware een « achtergrondgeluid » aan toegevoegd en heeft de kleuren ervan weggelaten. Het werk lijkt aldus gepatineerd door de tijd en vult de restauratie van het gebouw perfect aan. Pieter Vermeersch heeft een Belgisch bedrijf de opdracht gegeven zijn werk te vervaardigen, dat zo in de lange regionale traditie van de tapijtkunst past.